# Marphysa disjuncta
Marphysa disjuncta är en ringmaskart som beskrevs av Hartman 1961. Marphysa disjuncta ingår i släktet Marphysa och familjen Eunicidae. Inga underarter finns listade i Catalogue of Life.